# Đường cao tốc Quốc lộ 45 – Nghi Sơn
Đường cao tốc Quốc lộ 45 – Nghi Sơn (ký hiệu toàn tuyến là CT.01) là một đoạn đường cao tốc thuộc hệ thống đường cao tốc Bắc – Nam phía Đông qua địa phận tỉnh Thanh Hóa.

## Vị trí
Tuyến đường dài 43,28 km, điểm đầu giao với đường Nghi Sơn – Thọ Xuân, kết nối với đường cao tốc Mai Sơn – Quốc lộ 45 tại xã Trung Chính và điểm cuối là nút giao với đường Nghi Sơn – Bãi Trành tại xã Trường Lâm, nối tiếp với đường cao tốc Nghi Sơn – Diễn Châu. Tuy nhiên trên thực tế, điểm đầu của cao tốc là tại nút giao Đồng Thắng, tỉnh Thanh Hóa do điểm đầu của tuyến giao với đường Nghi Sơn – Thọ Xuân không xây dựng nút giao.

## Thiết kế
Giai đoạn 1 của dự án xây dựng mặt đường 4 làn xe không có làn dừng khẩn cấp, bố trí một số điểm dừng khẩn cấp cách quãng 4 – 5km/1 điểm, nền đường rộng 17 m, vận tốc tối đa 90 km/h (trước tháng 1 năm 2024 là 80 km/h); giai đoạn hoàn chỉnh xây dựng theo quy mô 6 làn xe, nền đường rộng 32,25 m, vận tốc thiết kế 120 km/h. Trên tuyến có cầu vượt hồ Yên Mỹ dài 995 m, là cây cầu lớn nhất thuộc dự án.

## Xây dựng
Công trình có tổng mức đầu tư 5.534,472 tỷ đồng, được khởi công vào tháng 7 năm 2021, được đưa vào khai thác tạm thời vào ngày 1 tháng 9 năm 2023 và chính thức được khánh thành vào ngày 18 tháng 10 năm 2023 cùng với đường cao tốc Nghi Sơn – Diễn Châu.

## Chi tiết tuyến đường

Bảng thông tin tốc độ cao tốc

### Làn xe
- 4 làn xe, có điểm dừng khẩn cấp

### Chiều dài
- Toàn tuyến: 43,28 km

### Tốc độ giới hạn
- Tối đa: 90 km/h, Tối thiểu: 60 km/h

## Lộ trình chi tiết
- IC - Nút giao, JCT - Điểm lên xuống, SA - Khu vực dịch vụ (Trạm dừng nghỉ), TN - Hầm đường bộ, TG - Trạm thu phí, BR - Cầu
- Đơn vị đo khoảng cách là km.

| Ký hiệu                                                  | Tên                                                      | Khoảng cách từ đầu tuyến                                 | Kết nối                                                  | Ghi chú                                                  | Vị trí                                                   | Vị trí                                                   |
| Kết nối trực tiếp với Đường cao tốc Mai Sơn – Quốc lộ 45 | Kết nối trực tiếp với Đường cao tốc Mai Sơn – Quốc lộ 45 | Kết nối trực tiếp với Đường cao tốc Mai Sơn – Quốc lộ 45 | Kết nối trực tiếp với Đường cao tốc Mai Sơn – Quốc lộ 45 | Kết nối trực tiếp với Đường cao tốc Mai Sơn – Quốc lộ 45 | Kết nối trực tiếp với Đường cao tốc Mai Sơn – Quốc lộ 45 | Kết nối trực tiếp với Đường cao tốc Mai Sơn – Quốc lộ 45 |
| -------------------------------------------------------- | -------------------------------------------------------- | -------------------------------------------------------- | -------------------------------------------------------- | -------------------------------------------------------- | -------------------------------------------------------- | -------------------------------------------------------- |
| -                                                        | Tân Phúc                                                 | 338.6                                                    | Đường Nghi Sơn – Thọ Xuân                                | Đầu tuyến đường cao tốc Không thi công nút giao          | Thanh Hóa                                                | Trung Chính                                              |
| BR                                                       | Cầu vượt Quốc lộ 47C                                     | ↓                                                        |                                                          | Vượt Quốc lộ 47C                                         | Thanh Hóa                                                | Trung Chính                                              |
| BR                                                       | Cầu vượt Quốc lộ 45                                      | ↓                                                        |                                                          | Vượt Quốc lộ 45                                          | Thanh Hóa                                                | Trung Chính                                              |
| BR                                                       | Cầu Sông Yên                                             | ↓                                                        |                                                          | Vượt sông Yên                                            | Thanh Hóa                                                | Ranh giới Trung Chính – Thắng Lợi                        |
| 1                                                        | IC Vạn Thiện                                             | 351.3                                                    | Đường Tố Hữu Quốc lộ 45                                  |                                                          | Thanh Hóa                                                | Thắng Lợi                                                |
| -                                                        | IC Yên Mỹ                                                |                                                          | Đường tỉnh 513                                           | Được đề xuất                                             | Thanh Hóa                                                | Công Chính                                               |
| BR                                                       | Cầu Yên Mỹ                                               | ↓                                                        |                                                          | Vượt hồ Yên Mỹ                                           | Thanh Hóa                                                | Ranh giới Công Chính – Trúc Lâm                          |
| 2                                                        | IC Tân Trường                                            | 379.5                                                    | Đường Lê Lai (Đường Nghi Sơn – Bãi Trành)                | Cuối tuyến đường cao tốc                                 | Thanh Hóa                                                | Trường Lâm                                               |
| Kết nối trực tiếp với Đường cao tốc Nghi Sơn – Diễn Châu |                                                          |                                                          |                                                          |                                                          |                                                          |                                                          |
| 1.000 mi = 1.609 km; 1.000 km = 0.621 mi                 |                                                          |                                                          |                                                          |                                                          |                                                          |                                                          |